# L'Asile (Haiti)
L'Asile este o comună din arondismentul Anse-à-Veau, departamentul Nippes, Haiti, cu o suprafață de 153,82 km2 și o populație de 37.352 locuitori (2009).